# Муді (округ, Південна Дакота)
Шаблон:StateAbbr_ 44°01′ пн. ш. 96°40′ зх. д. / 44.02° пн. ш. 96.67° зх. д.
Округ Муді (англ. Moody County) — округ (графство) у штаті Південна Дакота, США. Ідентифікатор округу 46101. Адміністративний центр - Фландру. Графство названо на ім'я Гедеона С. Муді.

## Історія
Округ утворений 1873 року.

## Демографія
За даними перепису 2000 року загальне населення округу становило 6595 осіб, усе сільське. Серед мешканців округу чоловіків було 3295, а жінок — 3300. В окрузі було 2526 домогосподарств, 1762 родин, які мешкали у 2745 будинках. Середній розмір родини становив 3,12.
Віковий розподіл населення поданий у таблиці:
| Стать    | До 15 років | 15-21 | 22-29 | 30-39 | 40-49 | 50-65 | 65-85 | Понад 85 |
| -------- | ----------- | ----- | ----- | ----- | ----- | ----- | ----- | -------- |
| Чоловіки | 786         | 351   | 282   | 434   | 511   | 517   | 366   | 48       |
| Жінки    | 729         | 344   | 255   | 426   | 490   | 485   | 455   | 116      |

## Суміжні округи
- Брукінґс — північ
- Лінкольн, Міннесота — північний схід
- Пайпстоун, Міннесота — схід
- Рок, Міннесота — південний схід
- Міннігага — південь
- Лейк — захід

## Географія
Графство Муді лежить на східній стороні Південної Дакоти. Її східна межа межує із західною лінією штату Міннесота. Річка Биг-Су тече південно через центр графства. Його рельєф складається з пагорбів, присвячених землеробству, з озерами в західній частині. Місцевість схиляється на південь, з найвищою точкою біля північно-східного кута, на 533 м. н.р.м., хоча східна та західна сторони також схиляються в долину річки через центр графства. Загальна площа округу становить 1,350 km2: 1,340 km2 - суша, 3.6 km2(0,3%) - вода.

## Виноски
1. ↑  US Decennial Census. US Census Bureau. Архів оригіналу за 12 травня 2015. Процитовано 28 березня 2015.
2. ↑  Historical Census Browser. University of Virginia Library. Архів оригіналу за 11 серпня 2012. Процитовано 28 березня 2015.
3. ↑  Forstall, Richard L., ред. (27 березня 1995). Population of Counties by Decennial Census: 1900 to 1990. US Census Bureau. Архів оригіналу за 28 грудня 2008. Процитовано 28 березня 2015.
4. ↑  Census 2000 PHC-T-4. Ranking Tables for Counties: 1990 and 2000 (PDF). US Census Bureau. 2 квітня 2001. Архів оригіналу (PDF) за 18 грудня 2014. Процитовано 28 березня 2015.
5. ↑  State & County QuickFacts. Бюро перепису населення США. Архів оригіналу за 7 червня 2011. Процитовано 25 листопада 2013.(англ.) Наведено за англійською вікіпедією.
6. ↑  American FactFinder. Бюро перепису населення США. Архів оригіналу за 26 лютого 2012. Процитовано 31 січня 2008.

| США | Це незавершена стаття з географії США. Ви можете допомогти проєкту, виправивши або дописавши її. |